# Brøkreservebankvæsen
Brøkreserve-bankvæsen (på engelsk fractional-reserve banking) er en bankform, hvor banken reserverer sikre likvider (typisk elektroniske kontanter og statsobligationer) svarende til en brøkdel af det samlede beløb for bankens anfordringskonti. Bankvæsen med brøkreserve er i dag standarden for bankvæsen over hele verden.

## Hvordan systemet fungerer
Den centrale forretningsmodel i moderne bankvirksomhed går ud på at omdanne likvide kortfristede indlån (ofte indskud på anfordring) til mindre likvide langfristede udlån og investeringer. Denne transformation af korte indlån til lange udlån er overordentlig nyttig og vigtig for det økonomiske system, men den indebærer også en stor risiko. Det kan nemlig ske, at tilliden til en bank pludselig svigter, og indskyderne derfor løber storm mod banken for at trække deres penge ud. Dermed går banken ned, da den ikke med øjeblikkeligt varsel kan omsætte sine langfristede aktiver til likvider. I nogle situationer kan det betyde, at selv fornuftigt drevne solvente banker kan gå fallit på grund af likviditetsmangel. Blandt andet under depressionen i 1930'erne så man mange eksempler på sådanne stormløb mod banker i USA og andre lande. Erfaringerne har siden ført til, at man i de fleste vestlige lande har indført generelle indskydergarantiordninger, i Danmark således Garantifonden for Indskydere og Investorer.
Indskydergarantiordninger giver bankerne en vis beskyttelse mod at blive udsat for stormløb, men samtidig skaber det et moralrisikoproblem: Indskyderne får nemlig formindsket deres incitament til at overvåge, om bankerne investerer pengene ansvarligt. Banker, der er dækket af indskydergarantier, vil derfor naturligt tendere mod at være højere gearede (have lavere reserver) og være mere risikobetonede i deres udlåns- og investeringsaktivitet.
Gearingsmuligheden gør moderne banker langt mere rentable og giver dem mulighed for at udlåne penge til en langt lavere rente, end en bank med et 100 pct. reservekrav ville have i dette system. Et brøkreservebankvæsen er således med til at skabe et effektivt finansielt system, men også et finansielt system med stor risiko.

## Betydning for pengemængden
Brøkreservesystemet medfører, at pengemængden i et land fortrinsvis skabes af landets forretningsbanker frem for af centralbanken. Processen betyder, at penge, som sættes i banken, igen kan lånes ud. De fleste af disse penge havner til sidst på andre bankkonti og kan derefter atter udlånes. Kun en brøkdel af indlånene beholder banken som reserve (deraf navnet). I nogle lande (dog ikke Danmark) kræver centralbanken, at forretningsbankerne ligger inde med en reserve svarende til en vis andel af indlånene. Sådan et krav eksisterer eksempelvis i eurolandene. Selvom der ikke er et sådant officielt krav, vil bankerne typisk selv ønske at have en vis reserve i form af likvide midler liggende for at kunne imødekomme de indskydere, der ønsker at hæve deres indskud. Afhængigt af denne reservebrøks størrelse vil den samlede pengemængde i økonomien kunne blive mange gange større end centralbankens egen pengeskabelse (hvilken ofte betegnes som pengebasen). Forholdet mellem pengemængden og pengebasen kaldes ofte pengemultiplikatoren eller kreditmultiplikatoren.

## Kritik
Den selvstændige pengeskabelse, der ligger i brøkreservesystemet, medfører, at centralbanken ikke kan kontrollere pengemængden fuldstændigt. Det har ført til forslag om, at man alternativt skulle skabe et bankvæsen, hvor bankernes indlån skulle være dækket 100% af et tilgodehavende (netto) i Nationalbanken. Den kendte økonom Irving Fisher foreslog således et sådant system i bogen 100 % Money i 1935. Formålet skulle være at give den amerikanske centralbank et effektivt middel til at standse den deflation, der fandt sted under depressionen i 1930'erne. Også Milton Friedman har i bogen A Program For Monetary Stability talt for et system med fuld reserve.
Efter finanskrisen har kritik af brøkreservesystemet og forslag om at indføre et 100 % reservesystem igen fået opmærksomhed. Fordelene ved sådan et system skulle være, at centralbanken fik fuld kontrol over pengemængden, og at ustabiliteten som følge af stormløb mod bankerne ville forsvinde. Til gengæld vil omkostningerne ved forretningsbankernes virksomhed stige, idet bankernes likvide pengereserver traditionelt ikke giver nogen rente.
I 2012 konkluderede et arbejdspapir udgivet af Den Internationale Valutafond ligeledes, at der kunne være flere fordele ved et 100 % reservebanksystem.
Et brøkreservesystem er også blevet kritiseret for at kunne skabe utilsigtet inflation. Det kan ske, hvis pengeskabelsen i forretningsbankerne pludselig stiger uventet. Ifølge kvantitetsteorien vil en stigning i pengemængden medføre en tilsvarende stigning i prisniveauet. På samme måde vil et uventet fald i pengeskabelsen kunne skabe deflation.
Andre er modstandere af et 100% reservebanksystem. Økonomerne Douglas W. Diamond og Philip H. Dybvig advarer således mod et 100% reservebanksystem. Begrundelsen er at andre institutioner nødvendigvis må overtage en væsentlig del af bankernes udlån og overtage bankernes rolle som kreditgivere. Det vil være meget vanskeligt at styre kreditgivningen fra disse institutioner med pengepolitiske instrumenter. Omfanget og hyppigheden af kriser vil derfor ifølge Diamond og Dybvig være større under et 100% reservebanksystem.